# Strimnemertin
Strimnemertin (Raygibsonia bergi) är en djurart som tillhör fylumet slemmaskar, och som beskrevs av Sundberg, Chernyshev, Kajihara, Kånneby och Embrik Strand 2009. Strimnemertin ingår i släktet Raygibsonia, ordningen Hoplonemertea, klassen Enopla, fylumet slemmaskar och riket djur. Arten är reproducerande i Sverige.